# Гуріал смарагдовокрилий
Гуріал смарагдовокрилий (Pelargopsis capensis) — вид сиворакшоподібних птахів родини рибалочкових (Alcedinidae).

## Опис
Смарагдовокрилий гуріал досягає довжини 35 см. У нього великий червоний дзьоб і коричнева голова. Шия і пір'я грудей кремові, верхня сторона крил синьо-зеленого кольору.

## Поширення
Ореол поширення простягається від Індії до Індонезії і Філіппін. Живуть як на порослих лісом берегах внутрішніх водойм , так і на морському узбережжі.

## Харчування
Харчується смарагдовокрилий гуріал різноманітними дрібними тваринами: дрібними рибами, ракоподібними, амфібіями, дрібними рептиліями, молодими птахами, комахами.

## Підвиди
Описано не менше ніж 13 підвидів, серед яких:
- P. c. burmanica — М'янма до Кра ;
- P. c. capensis — Індія , Шрі-Ланка ;
- P. c. cyanopteryx — Суматра , Банку , Белітунг , Борнео ;
- P. c. floresiana — Балі , Ломбок , Сумбава , Флорес ;
- P. c. gigantea — острова Сулу ;
- P. c. gouldi — північні Філіппіни ;
- P. c. intermedia — Нікобарські острови ;
- P. c. javana — Ява ;
- P. c. malaccensis — Малакка , острови Ріау , Лінга ;
- P. c. osmastoni — Андаманські острови ;
- P. c. simalurensis — острів Сімелуе на північний захід від Суматри;
- P. c. sodalis — Баньяк на північний захід від Суматри.

## Фото

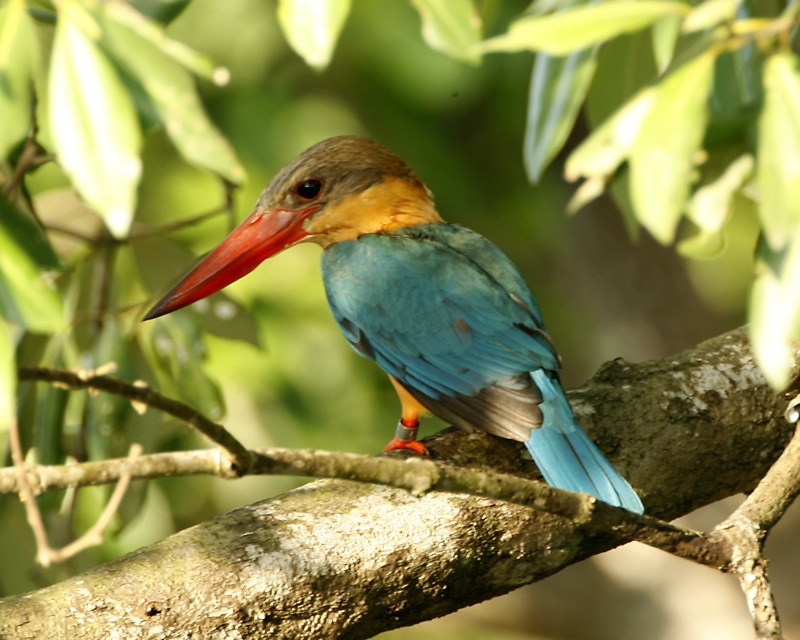
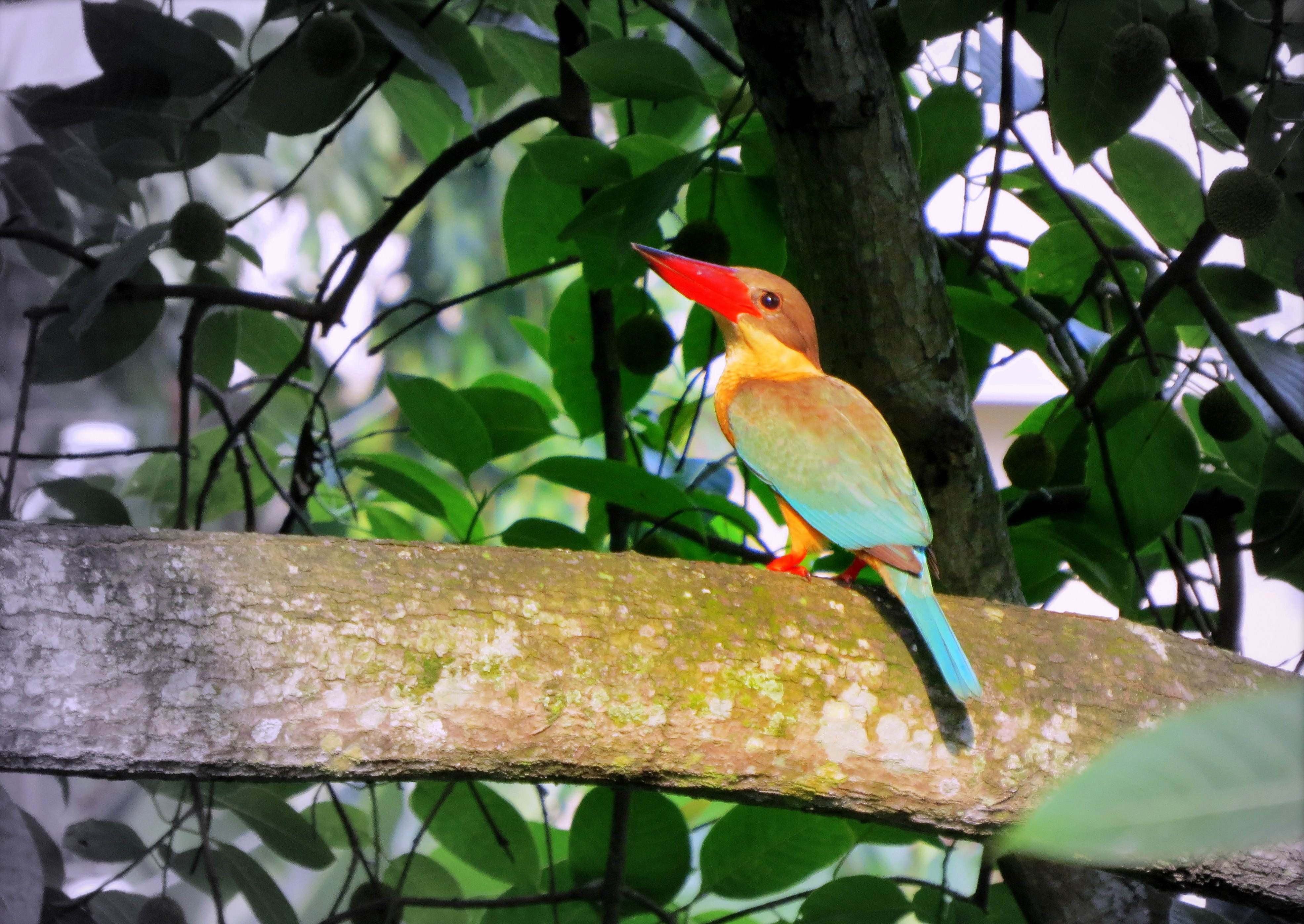
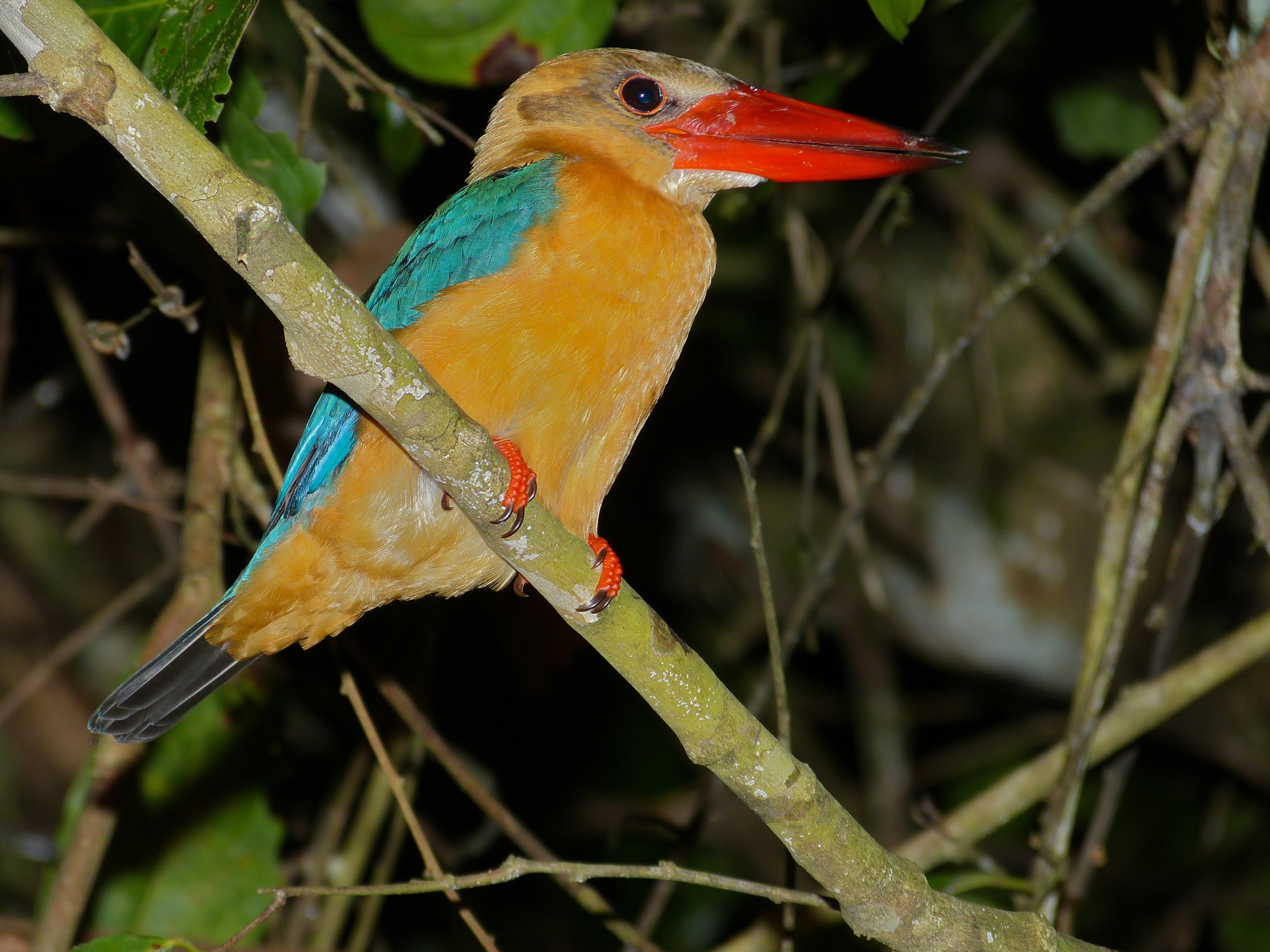
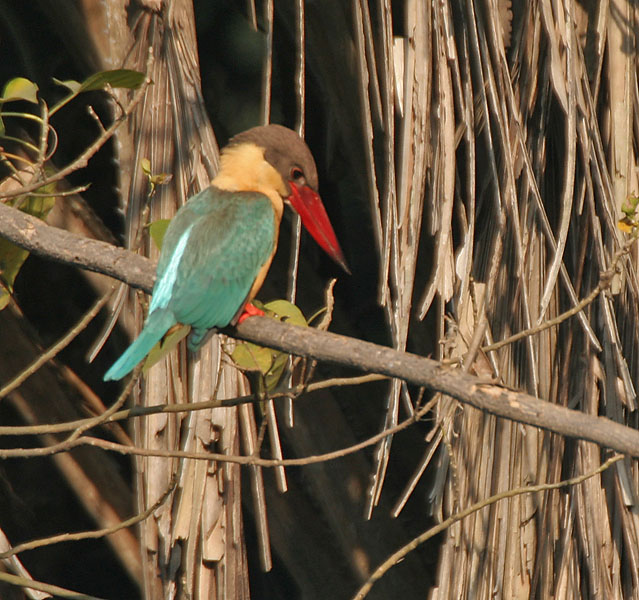
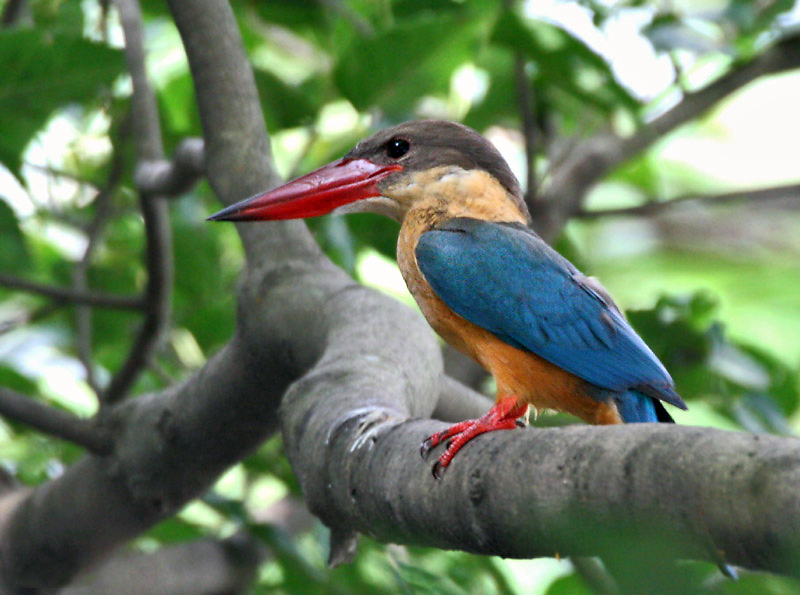